# أفنجرز (لعبة فيديو 2020)
مارفل أفنجرز (بالإنجليزية: Marvel's Avengers)‏ هي لعبة فيديو لعبة أكشن-مغامرات طورتها كرستال دينامكس وإيدوس مونتريال ونشرتها سكوير إنكس. هذه هي المرة الأولى التي يتعامل فيها ستوديو كرستال دينامكس مع مشروع لم يكن متعلقًا بسلسلة تومب رايدر منذ عام 2006.
واللعبة مستوحى من مارفل كومكس والأساطير المنتقمون، على الرغم من أنه لا يمت بصلة إلى فيلم 2012 الذي يحمل نفس الاسم، وأصدر اللعبة على جوجل ستاديا ومايكروسوفت ويندوز وبلاي ستيشن 4 وإكس بوكس ون في سبتمبر 2020.

## طريقة اللعب
يمكن اللعب في وضع عدم الاتصال كتجربة لاعب واحد أو عبر الإنترنت مع ما يصل إلى أربعة أشخاص خلال جوانب عديدة من اللعبة، ستحتوي اللعبة على العديد من خيارات بما في ذلك القدرات والأزياء والتي يمكن ترقيتها، سيتمكن اللاعبون أيضًا من تلقي تحديثات مجانية تحتوي على مناطق وشخصيات جديدة.